# Municipio Actopan (Hidalgo)
Koordinaten: 20° 15′ N, 98° 57′ W
Actopan ist ein Municipio im mexikanischen Bundesstaat Hidalgo. Der Sitz der Gemeinde und größter Ort des Municipios ist die Stadt Actopan (32.276 Einw.). Weitere größere Orte sind Chicavasco (3484 Einw.), El Huaxtho (3131 Einw.) und El Boxtha. Im Jahr 2020 hatte die Gemeinde 61.002 Einwohner, ihre Fläche beträgt 272,6 km².
Der Name Actopan kommt aus dem Nahuatl: atoctli bedeutet fruchtbares Land, und -pan bedeutet „Platz auf“, also in etwa „Platz auf fruchtbarem Boden“.
In Im Hauptort Actopan liegt die Mission San Nicolás de Tolentino mit Kirche und Klostergebäude.

## Geographie
Actopan liegt im Zentrum des Bundesstaates Hidalgo, 120 km nördlich von Mexiko-Stadt.
Das Municipio grenzt an Santiago de Anaya, Metztitlán, Atotonilco el Grande, Mineral del Chico, El Arenal, San Agustín Tlaxiaca und San Salvador.

## Nachweise
1. ↑  INEGI (Instituto Nacional de Estadística y Geografía): Principales resultados por localidad (ITER) 2020

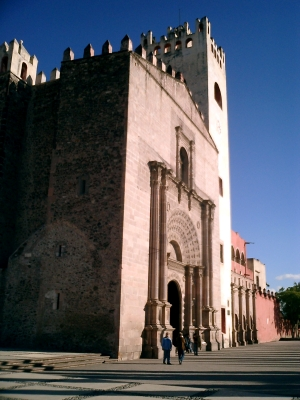
Kirche San Nicolás de Tolentino
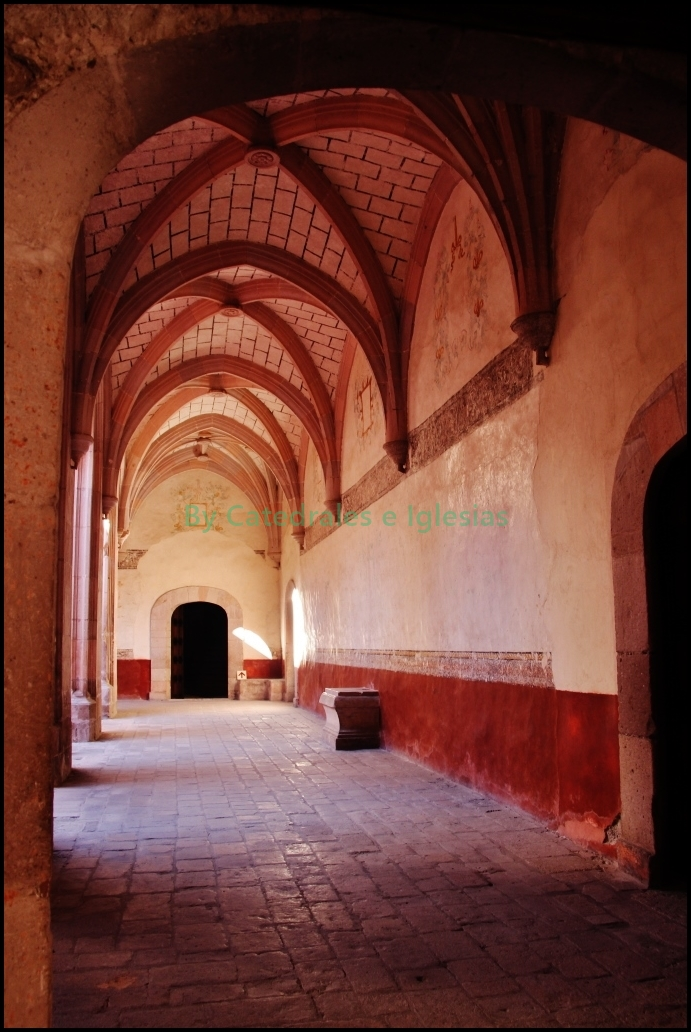
Im ehemaligen Kloster